# 민주 (가수)
민주(본명: 강민주, 2001년 3월 11일 ~ )는 대한민국의 걸 그룹 공원소녀의 리드댄서, 서브보컬을 맡고 있다.

## 학력
- 성호초등학교(졸업)
- 마산의신여자중학교(졸업)
- 청담고등학교(전퇴)→한림연예예술고등학교 연예학과(졸업)